# 長泉寺 (台東区)
長泉寺（ちょうせんじ）は、東京都台東区にある真宗大谷派の寺院。

## 歴史
戦国時代後期、井上長泉の開基である。井上長泉は浄土真宗の門徒であり、1539年（天文8年）に、石山本願寺で得度し、和泉国大津（現・大阪府泉大津市）で「井上道場」を開設した。これが長泉寺の起源である。
長泉の曾孫・大乗坊善悦のときに、東本願寺第12世法主教如とともに江戸に赴き、東本願寺別院の光瑞寺（後の浅草本願寺、現在の東本願寺派本山東本願寺）の寺中に入った。その後も、浅草本願寺とともに移転している。

## 交通アクセス
- 稲荷町駅より徒歩5分（経路案内）。